# ソリッドステートドライブ
ソリッドステートドライブ（英: solid state drive、SSD）とは、集積回路を用いた補助記憶装置の一種である。シリコンドライブ、半導体ドライブ、メモリドライブなどとも呼ばれる。主に記憶素子にフラッシュメモリが用いられており、PC上からは通常のディスクドライブとして認識される。
HDDの代わりに盛んに導入されているのは主にフラッシュメモリを用いたもののことである。なお「SSD」は広義には、フラッシュメモリ方式以外にも、メモリにRAMを用いたもの（ハードウェア方式のRAMディスク）を用いたものも指しうる。本項では特に断りのない限り、2021年時点で一般的な、前者のフラッシュメモリを用いたデバイスについて説明する。

## 概要
ハードディスクドライブ（HDD）が機械的な原理で動作しディスクに磁気的に記録するためにディスクを回転させヘッドと呼ばれる部分を物理的に移動させているのに対し、SSDはデータ記録原理が根本的に異なり半導体で行っているので、振動に強く、データへのアクセス時に音がせず、ハードディスクドライブよりも消費電力が少なく、軽量というメリットのみならず、データの転送速度もシリアルATAで内部接続されたHDDの概ね5倍程度というメリットもある（2024年時点。詳細な数値の比較は後述）。

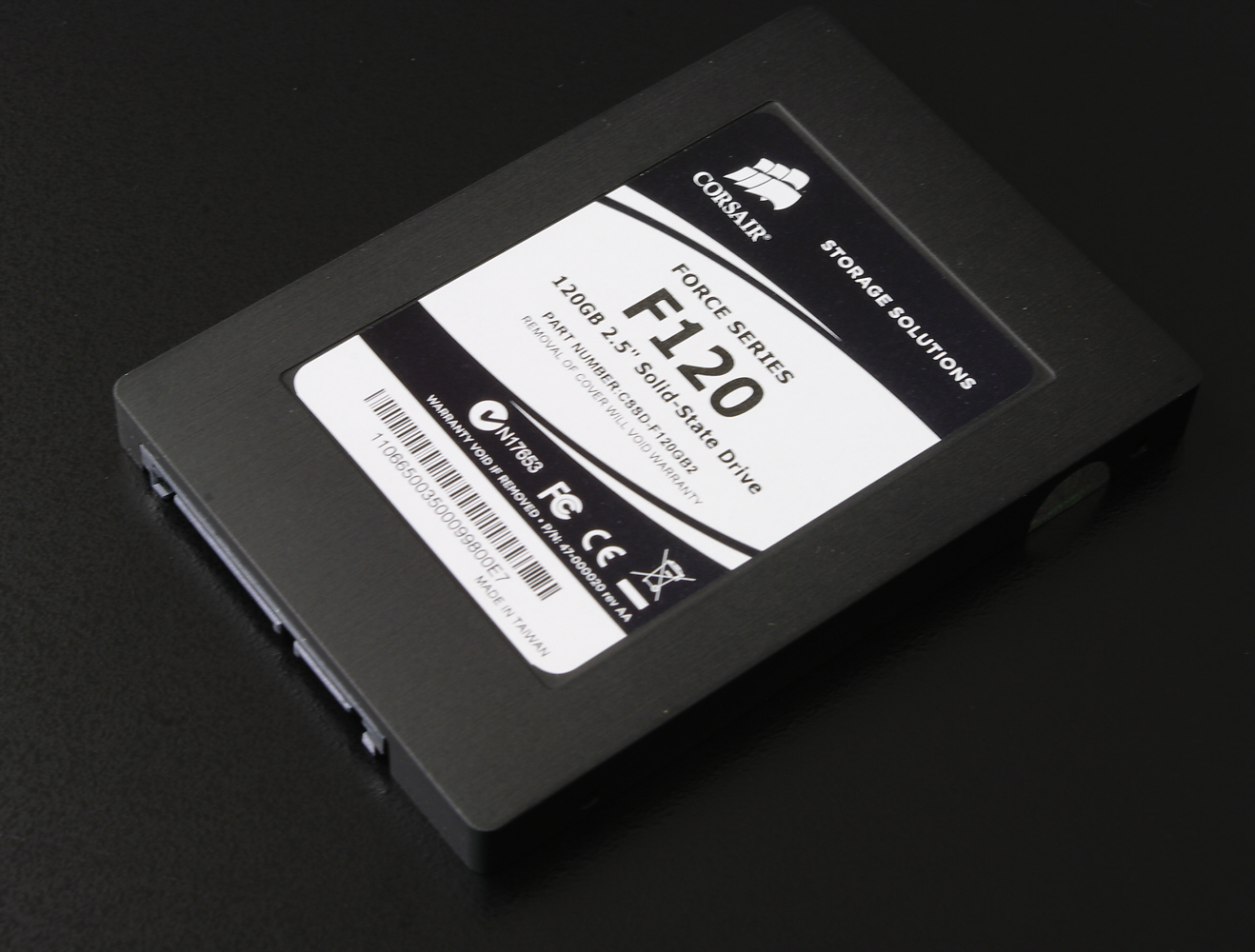
PC内蔵用、SATA接続、2.5インチのSSD。「外付けSSDケース」類に入れてUSB接続の外付けSSDとして使うこともできる。
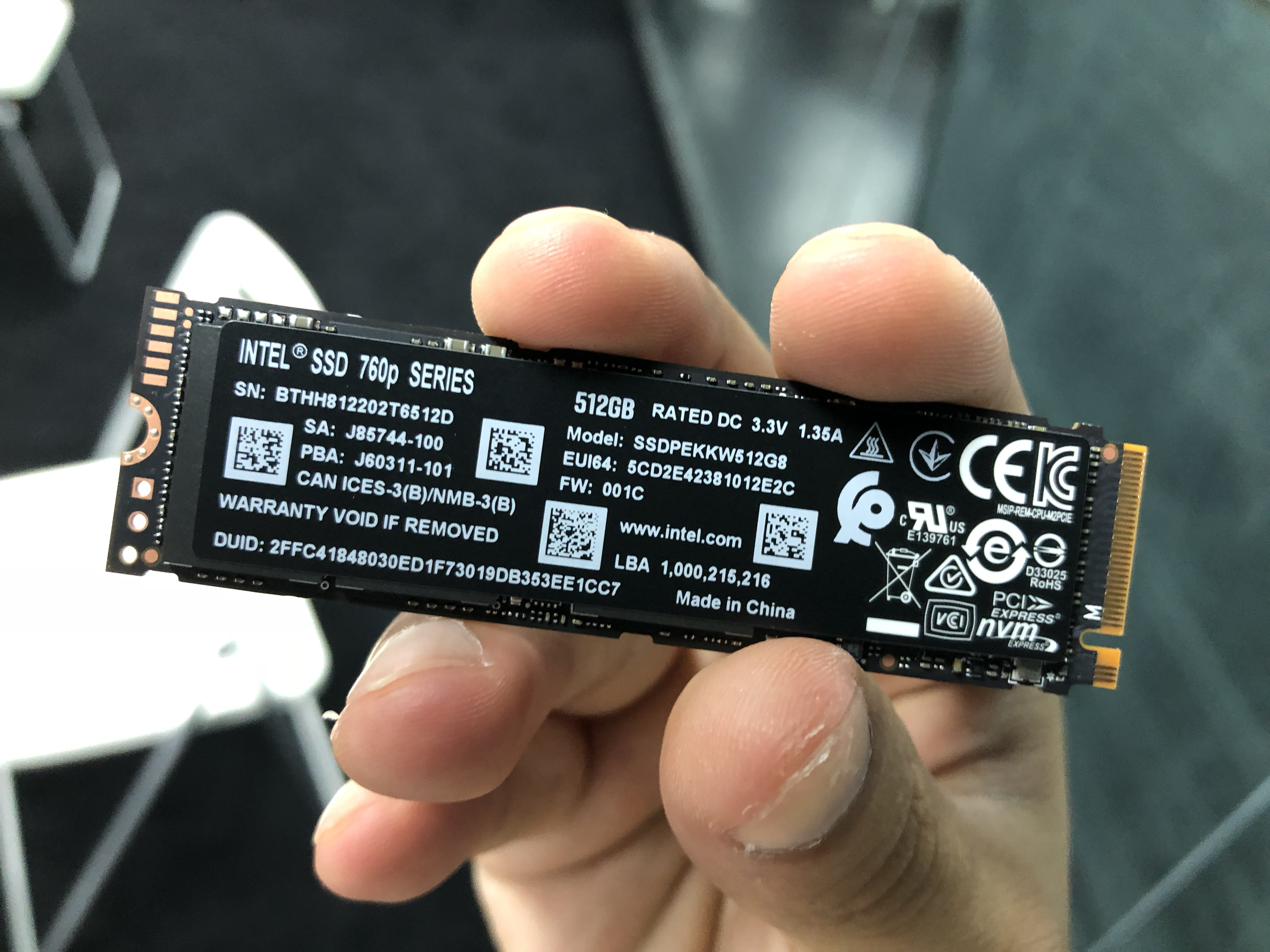
M.2タイプのSSD。
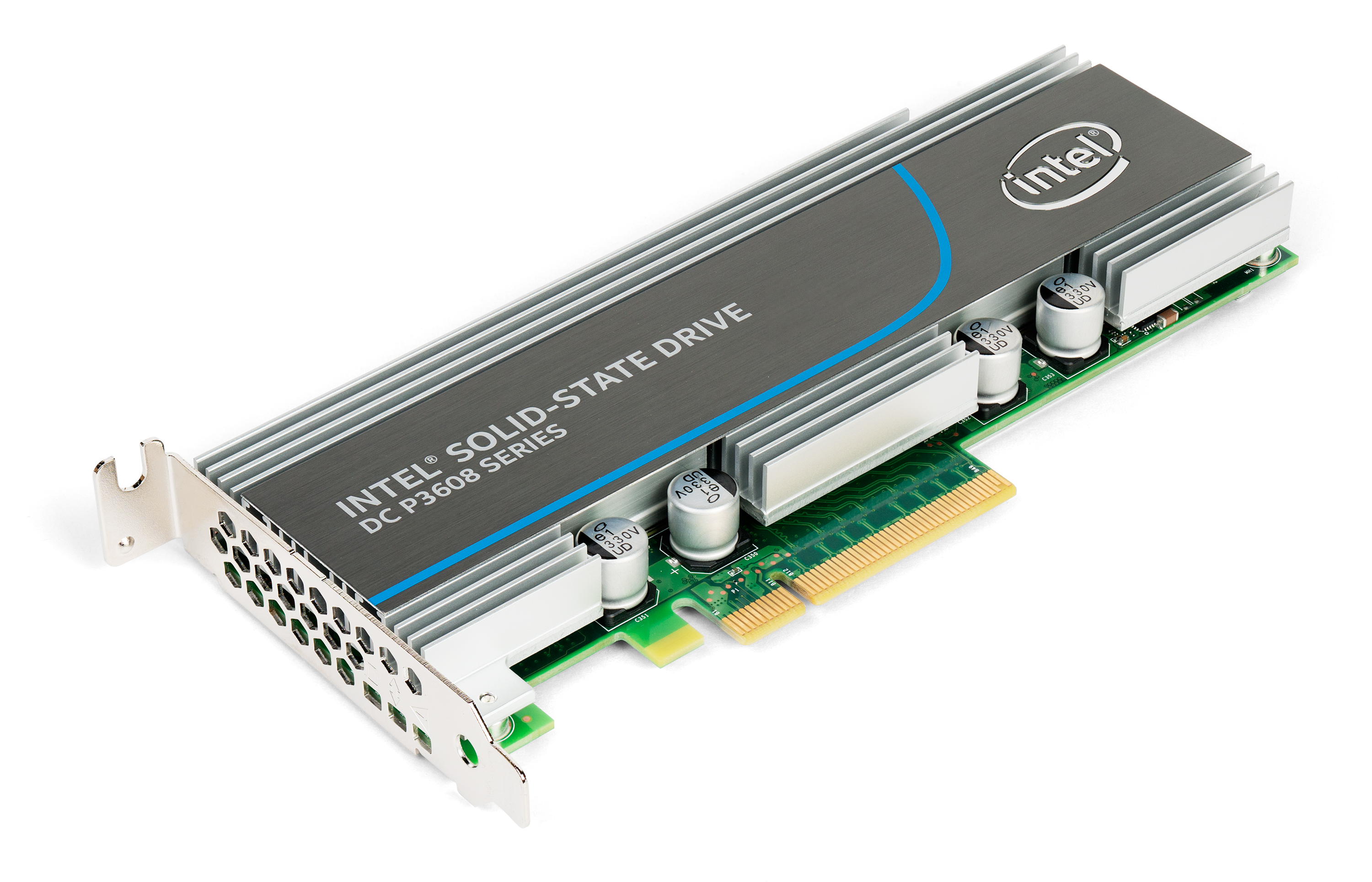
PCI Expressの拡張カード型のSSD
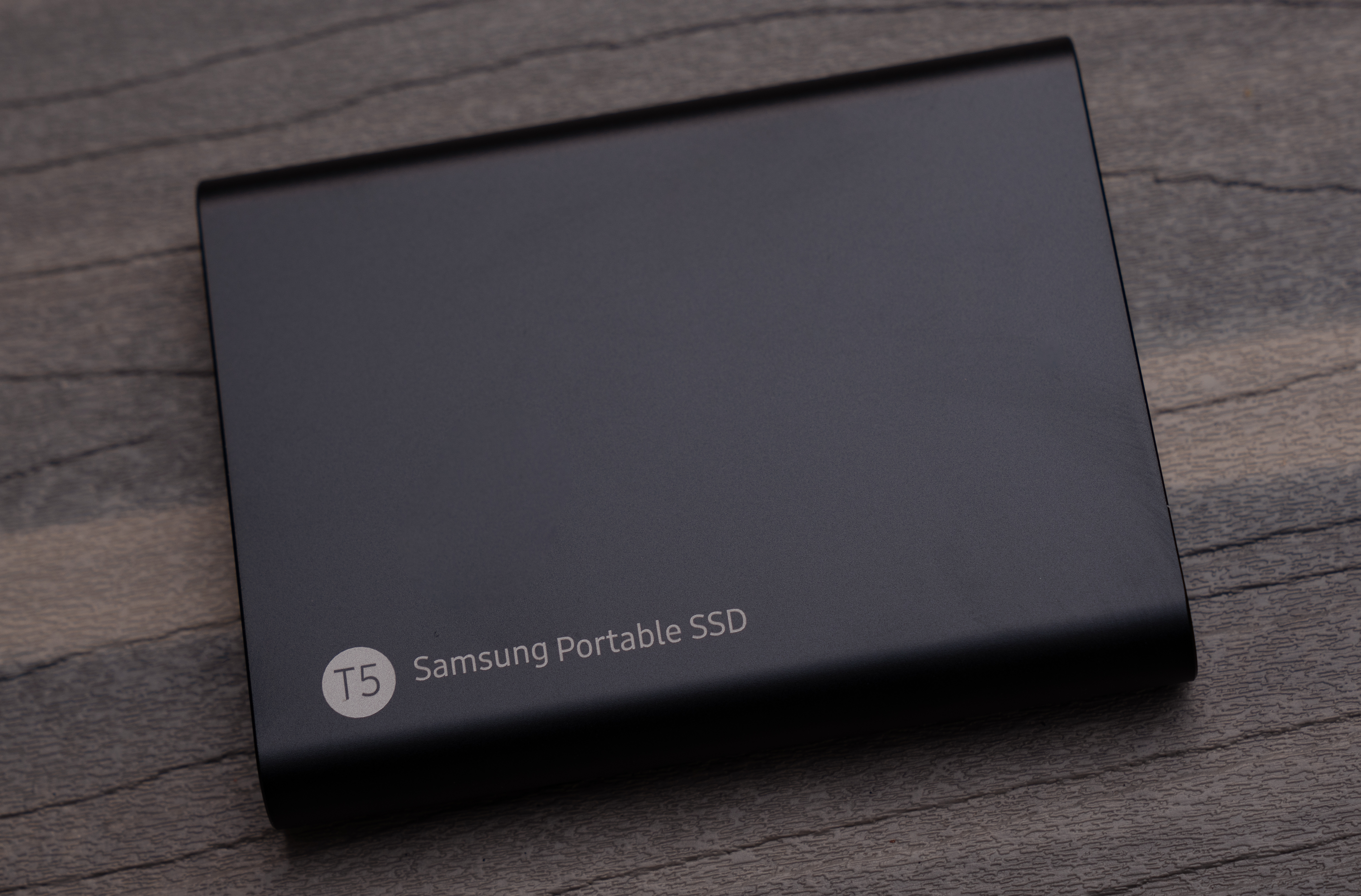
USB接続の外付けSSD

SSDのデメリットや課題としては、ひとつは同じブロックへの書き換え可能回数は数万回程度という制限があることであり、これに関しては各SSDメーカーはそのコントローラーを工夫することで、SSDメモリー全体を均等に書き換えるようにし、特定のブロックばかりが繰り返し書き換えられないようにするなどの対策をしている。またフラッシュメモリ方式のSSDは、根本原理がフラッシュメモリであるので、フラッシュメモリそのものの欠点があり、記憶が保持される年数が決して永久ではなく、MicroSDカードなどのフラッシュメモリ類が全く通電せずに引き出しの中などに放置しておくと7年から8年程度で記憶のごく一部から徐々に蒸発するように消えてゆくのと同様に、（最近は5年程度はほぼ大丈夫なように改良されてきているが）SSDもあまりに長い間通電せずに放置しておくと、徐々に記憶の一部から蒸発するように消えてゆくという欠点（宿命）がある（したがって、学術目的などで、大学図書館や美術館のバックヤードのキャビネット内などに保管・放置してデータを完全な状態で10年後や20年後のために長期保存する目的ではSSDは使えない）。特に、書き換え可能回数に達したSSDを電源をOFFにした状態で40°C以上の状態で放置してしまうと、蒸発が始まる時限が極端に短くなり、わずか数か月程度でデータの一部が消えはじめる。

### インタフェース
さまざまなインタフェースのものがある。PC内蔵用ではシリアルATA（SATA）、M.2、PCI Expressのものなどがあり、外付け用ではUSBやThunderboltのものがある。

### 外形
さまざまな外形のSSDが販売されている。
ハードディスクドライブに合わせたもの
ハードディスクドライブの形状に合わせたSSDは既存のデバイスに使用できるため、安価な置き換え手段となる可能性がある。
基板状のもの
ノートPCやタブレットなどスペースの制約があるデバイスに内蔵するためにいくつかの規格が標準化されており、M.2やmSATAのものがある。
BGAパッケージ
BGAパッケージのSSDはそのデバイスのシステムボードに直接はんだ付けされる。このような組む込みタイプのものはeMMCやeUFS規格に対応したものが多い。
持ち運びを想定したもの
拡張カード型のもの、USB接続のSSDでは（上に写真も掲載した、ストラップを通して首にぶらさげられるような、ケースに穴のついた）ポータブルSSDもあり、さらに（写真は未掲載だが）USB接続の「スティック型SSD」というUSBスティックメモリをひとまわり大きくした程度のかなり小型のものも2020年以降販売されている（バッファロー製。500GBや1TBなど）。

### 転送速度
転送速度は、たとえば2009年の第二四半期の東芝製SSDでは、読み出しが200MB/s、書き込みが240MB/sで、HDDの約5倍となっていた。2014年にはSATA 6Gbpsのほぼ上限で転送できるものも開発された。インターフェースにM.2及びNVMeが採用されてからはさらに高速化の一途をたどり、2016年には読み出し3,500MB/s、PCI Express Gen4となった2019年には5,000MB/s、翌2020年には7,000MB/sに達している。これらは研究室レベルの発表ではなく、2018年時点で読み書きともに2,000MB/sを超えるNVMe製品も広く使われている。

### その他の記録媒体との区別
同様にフラッシュメモリを使っているものとしてUSBメモリ、メモリカード等がある。また、USBメモリと同様の形状をしたSSDも存在する。PC上でリムーバブルディスクとして認識されるものは通常SSDには分類されない。
eMMCもSSDと同様にフラッシュメモリを使用した記憶装置であり、コンピュータ上ではどちらも通常のディスクとして認識される。2022年現在、速度やインタフェースの違いなどで両者は販売店などでは区別されている。
HDDとフラッシュメモリの双方の長所を取り入れたもの、つまりHDDをベースにフラッシュメモリをキャッシュとするものは、あくまでSSDではなく、ハイブリッドHDDと分類される。
また、ソフトウェアによるエミュレートもあくまで別物であり、SSDには分類されない。

### 利用される状況
データアクセスが高速で、PC類の電源投入時のOS類の起動に必要な時間が数分の一にまで短縮されるので、それを求めてさかんに導入されている。SSDの価格性能比が向上しHDDに近づくにつれ、ストレージのHDDからSSDへの転換は、2010年代後半から2020年代前半までにかなり進んだ。
2010年代後半には既存のPC（ユーザがすでに使用しているPC）の内蔵HDDをSSDに換装するということが広く行われるようになった。
PCの新規販売（新品販売）では、2019年時点ですでに、購入時に「SSDだけ」か「HDDだけ」のどちらかを選択して購入する方式のPCや、HDDとSSDを同時に搭載するPCなどが販売されていた。2022年現在では世界的にシェアの高いHPやDellの直販サイトでは「SSDだけ搭載」が第一選択肢になっている。
データセンターでも2011年頃から、高スループットと低消費電力という利点のため、HDDに替わってサーバに採用されつつある。
放送用ビデオサーバなどの業務用専用装置でも、さらに大容量化したものの使用例があり、その場合HDDと比較してビット当たり単価は高いものの、より優れた高速性・高信頼性を生かして利用されている（HDDのほうも、スピードは劣るが、SSDよりも信頼性が高く、長期保存に向くストレージとして使われ続けている）。
PlayStationシリーズに関しても、起動時間の短縮やゲーム内のマップ上の移動時間の短縮などが実現するために、2010年代後半からPlayStation 4内蔵のHDDをSSDに換装することが多くのユーザによって行われるようになり、2020年11月に発売されたPlayStation 5では最初からSSDが搭載された。
一部のカーナビやビデオカメラ、PNDでもSSDが使われ始めている。

### フラッシュメモリ方式とRAMディスク方式の比較
メモリに不揮発性メモリであるフラッシュメモリを用いた場合、電源切断後も内容を長期にわたり保持できる。対して、メモリとしてRAMを用いるRAMディスク（ハードウェア方式）は、揮発性メモリを使用するため、バックアップ電源を持たないと電源の切断によって記憶内容が消えてしまうという大きな欠点がある。
なお2010年時点で、シーケンシャルアクセスの転送速度を比較した場合、一般的にフラッシュメモリを用いた製品よりも、RAMディスクのほうが高速ではある。ただし、技術革新によりRAMディスクとフラッシュメモリの差は年々近づいている。

## 内部構成とその機能

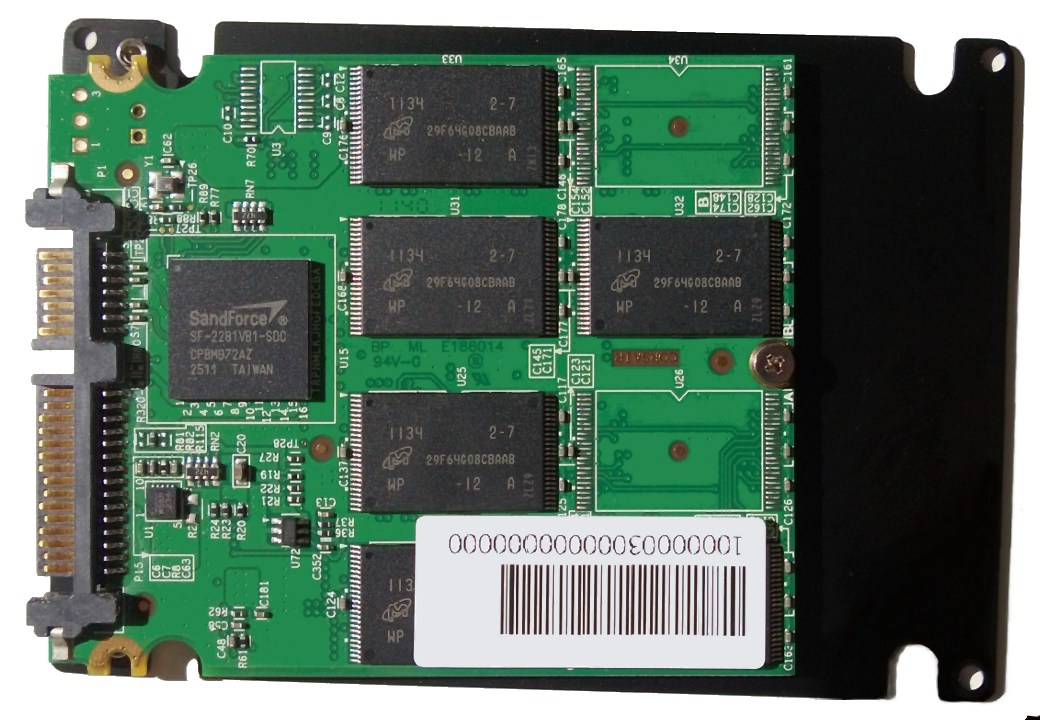
2.5インチサイズのSATA SSDを分解した画像
（左側の正方形のICがコントローラ、右側の長方形のIC 6個がフラッシュメモリである）

以下の通り、デバイス内にはフラッシュメモリとキャッシュ用のDRAMメモリ、アクセスを制御する専用のコントローラチップなどが組み込まれている。
一般的にSSDで用いられるフラッシュメモリチップの転送速度はHDDよりも劣っている。ただしSSD内部には複数個のフラッシュメモリチップを搭載することができ、それらを専用IC等を用いて並列動作させることで、HDDと同等、あるいはそれ以上の性能が確保されている。

### コントローラ
コントローラは、フラッシュメモリチップと接続端子の間で読み書きを制御する集積回路である。一般的なSSDのコントローラには組み込みプロセッサとファームウェアが内蔵されている。SSDの性能と寿命を左右する重要な要素となっており、読み書き速度や書き換え回数の上限もファームウェアを含むコントローラチップの仕様で決まるため、チップベンダーやチップの型番が明記される事が多い。圧縮書き込み機能や暗号化機能を持つものもある。
コントローラが行う処理には次のようなものがある。
- エラー訂正
- ウェアレベリング
- エラーブロックの管理
- リード・ディスターブ（Read disturb）などの不良モード管理[16]
- リード・ライトキャッシング
- ガベージコレクション
- 暗号化

SSDの性能は、デバイス内でのNANDフラッシュチップの並列数により変化する。単体のフラッシュチップは低速であるため、アクセスの負荷がチップに効率的かつ均等に分散される状況では、並列数が帯域幅に比例し、またチップの高いレイテンシも隠蔽されることになる。

### フラッシュメモリ
通常は複数個のメモリチップが使用され、データを記憶する。コントローラチップとフラッシュメモリチップのダイの仕様が同じであれば、他の要因でボトルネックに達するまでは、同時にアクセス出来るダイの実装数が多い大容量製品でより書き込み速度が高くなる。
2018年現在、SSD内部の記憶用半導体素子には大記憶容量が比較的容易に得られるNAND型フラッシュメモリが使用されている。
記憶領域についてはフラッシュメモリ同様、積層プロセスを用いて3次元フラッシュメモリ等を記憶チップとして利用し、更なる容量単価の減少と総容量の増加が予定されている。
HDDのような機構部品を持たず、半導体のみにより構成されるSSDは、高集積化の技術的余地が大きく、今後の市場の要求次第では極めて高集積度の不揮発性の記憶装置が作られる可能性がある。SSDだけに限らず、MRAMやFeRAM、ReRAMのような半導体型記憶装置すべてに今後の高集積度化の可能性があるが、NAND型フラッシュメモリは既に製品化されていて記憶容量の集積密度も遜色がないという点で他よりは比較的現実性が高いと考えられる。
現在、3次元セル積層技術が有望な技術として注目されている。例えば東芝は実装面積が18mm×14mmの128GバイトSSDを試作した。これを16個使用すれば1.8インチHDDのパッケージ内に2Tバイトの製品が作れることになる。この試作品では16個の容量32GビットのNANDフラッシュメモリチップと1個のコントローラオップを25μmまで薄く削り、17枚をeMMCパッケージに積層実装した。
2012年6月には中央大学がReRAMとNANDフラッシュメモリを組み合わせたSSDのアーキテクチャを開発した。現時点で量産研究段階にある不揮発性メモリReRAMは、フラッシュメモリより大幅に高コストであるが、読み書きが大幅に高速であるため、キャッシュに用いる事により、SSDの全体としてのスループット向上（高速化）、低消費電力化、長寿命化に資するという。
SSDのコストの約80%を占めるNAND型フラッシュメモリ半導体が安価に大容量化出来れば、販売価格は安く出来る。現状のSLC型を4値による2ビット/セルのMLC型にするだけでなく、既に8値による3ビット/セルのTLC型が実用化されており、また、プロセスルールの微細化によって大容量化が図られている。多値化や微細化によって書き換え回数が減少するが、周辺技術でカバーし切れるのかという問題がある。例えば、90nmのSLC型では書き換え可能回数は10万回程度だったものがMLC型（2bit/cell）の50nm世代では2万回以下に、TLC型40nm世代や2009年 - 2010年から量産が始まったの30nm世代では1万回以下（3,000回という予測もある）にまでなる。

#### 記憶素子の構造による種類
使用するフラッシュメモリの構造により、1つの記録素子に1ビットのデータを保持するSLC型（Single Level Cell）型や、2ビット以上のデータを保持するMLC型（Multi Level Cell）、TLC型（Triple Level Cell）、QLC型（Quad Level Cell）が存在する。各構造の詳細についてはフラッシュメモリのページを参照。
SLC型はその書き込み速度と書き換え可能な上限回数が大きいことにより、サーバ向けや産業用の組み込み装置など、信頼性向上や保守頻度の低減を優先し、コスト高がある程度許容される用途で普及している。
SLCとMLCを混用した製品も存在する。

### キャッシュメモリ
キャッシュメモリにはDRAMを使用することが多く、読み書きの高速化に寄与する。主な目的はアドレス変換テーブルのキャッシュであるが、データの読み書きのキャッシュにも用いられる。部分的な書き込み時には対象となるブロック全体を一時的に保持するのに使用される。また、1つのブロックに対する複数の細かな書き込み要求ではフラッシュメモリに書き込まずにキャッシュメモリに蓄えておき、ある程度まとめてから1度に書き込むことで、書き込み可能回数の実質的な向上を行なうのにも使用される。
廉価帯の製品ではキャッシュメモリが省略されているものがある。
フラッシュメモリと、DRAMを用いたコントローラを搭載したものが主流であるが、2012年5月にはバッファローメモリ（メルコホールディングス傘下）が、DRAMの代わりに不揮発性メモリであるMRAMをキャッシュメモリに採用したSSDを産業向けにサンプル出荷開始した。製品は、組み込み向けに比較的小容量（数ギガバイト）で、突然の電源断でも書き込みデータや、コントローラの管理データを保持し、耐障害性の向上、低消費電力化などが図られるという。

#### HMB
Host Memory Buffer（HMB）はメインメモリの一部をSSDに割り当て使用することができる技術である。DRAMを搭載しないことはSSDの低価格化につながる反面、アクセス性能が悪くなる問題がある。HMBを用いるとDRAMを搭載しないSSDであってもDRAM搭載SSDと同等クラスのアクセス性能を保つことが可能となる。
HMBを利用するにはOS側のホストドライバの対応が必要である。Windowsの場合はWindows 10 Anniversary Update（Ver 1607）以降でHMBに対応する。ゲーム機などHMBに対応しない環境も存在する。

## 外形状とインタフェース
外装が全体を保護・支持するが内蔵型のものでは外装を持たないものもある。USBに対応することで、外付けSSDとして使用できるものも存在する。

### HDDの代替デバイスとして
HDDの代替デバイスとして使われるため、HDD同様のインタフェースを持つものが多い。初期の頃にはIDE端子を搭載するSSDがあり、シリアルATA（SATA）移行前の古いノートPCでもATA接続で利用することが可能であった。また、ATA（IDE）端子に対しSATA・SSDを接合するゲタとよばれるアダプタも開発された。他にも、主に1.8インチHDDのリプレイス用としてZIFやLIFに対応したものも開発された。HDDでSATAが主流になるにつれて、SSDもSATA接続に対応したものが主流になった。
なお、SSD普及の時期から、ほとんどのドライブはSATAインターフェイス搭載であるが、従来のIDEインターフェース搭載の古いPCでも使えるようにしたものもある。
SSDの大きさに関する標準規格はないが、1.8インチや2.5インチといった小型HDDの形状に対応したマウント部を持つ外装が存在する。2013年5月時点では、ノートパソコンで多用される2.5インチハードディスクドライブ（HDD）のサイズおよびねじ穴位置に合わせたものがほとんどである。そのため、デスクトップパソコンの3.5インチベイに取り付けられるアダプタが付属するものも多い。厚さは7ミリと9.5ミリのものがある。なお、ノートパソコンに取り付ける（HDDと置き換える）場合、パソコン本体によっては（薄型のモバイル機など）7ミリ厚のものしか対応できない場合があり、注意が必要である。

### SSD専用フォームファクタ・規格

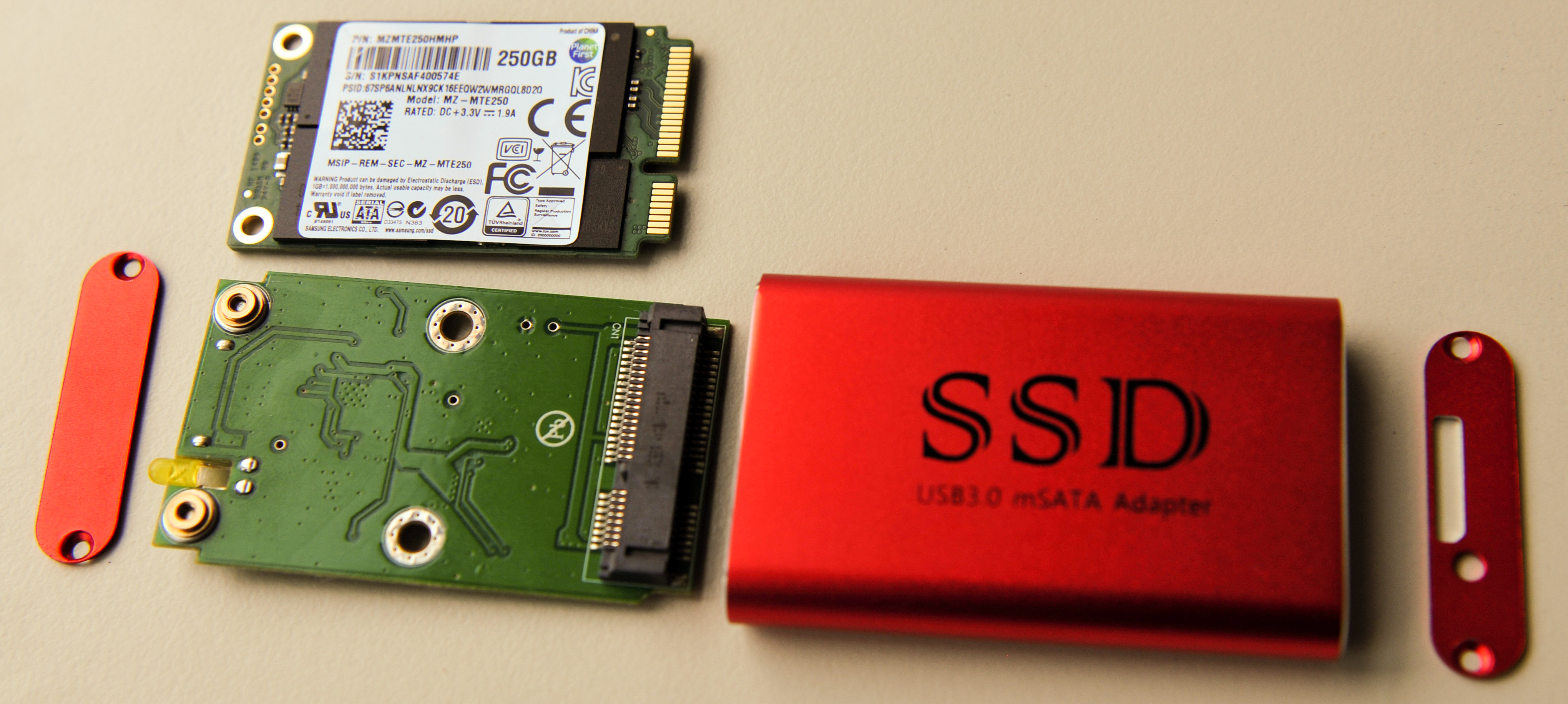
mSATA SSDと、それを外付け（USB）化するケース

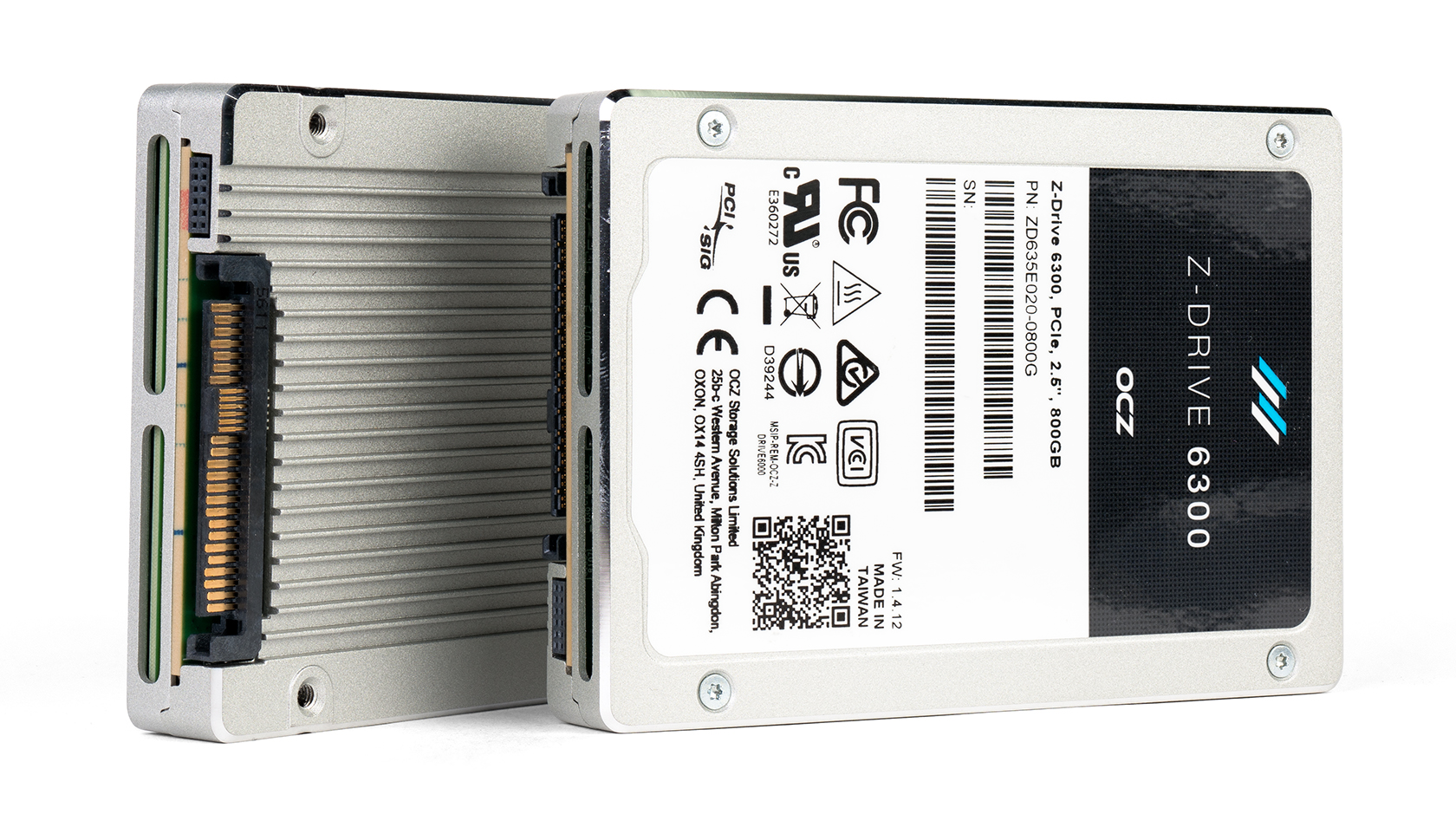
2.5インチサイズのNVMe SSD

2013年頃からmSATA（mini-SATA）に対応したSSDが登場した。mSATAはシリアルATAと同じ規格の信号を利用した端子で、通常のHDDやSSDと違って基板上に直接実装でき、電源コネクタと信号ケーブルが不要となり且、旧来のHDDの外殻に合わせたサイズ・形態から解放されるため、省スペース化が必要な小型PCやノートPCに利用される。mSATAに対応した製品によっては、Intel Smart Response Technology（ISRT）で使用するHDDキャッシュに用いられるが、通常のHDD（1.8インチHDD）と同じ単体のSSDとして使えるものもある。
SSDはHDDのアクセス速度を大きく改善するという目的を達成したが、やがてHDDの速度を想定して作られたインタフェース規格の転送速度の上限に達した。SATA Expressなどより高速なPCI Express等の従来規格を利用した製品が登場したほか、M.2、U.2など専用のフォームファクタ・規格に準拠した製品、AHCIの代わりにNVM Express（Non-Volatile Memory Express, NVMe）を利用した製品などがある。
上述の通り、SSDはHDDとは明確に異なる動作原理を有し、その特性もHDDとは大きく異なる。このため、形状・耐久性から制御コマンドに至る広範な規格の標準化が求められている。
アメリカの工業化規格団体のひとつであるJEDECは、2007年より小委員会においてSSDの標準化作業を開始し、2010年9月に「SSDが要求される機能および耐久性試験の方法に関する規格」（JESD218）と「耐久性試験を行う際にかかる負荷に関する規格」（JESD219）を策定した。標準化作業は現在も進行中である。
また、OSとSSD間の通信に用いるコマンドセットなどのインタフェースに関しては、2008年4月にインテルがマイクロソフトやデルと共同で「不揮発性メモリ ホストコントローラインターフェース規格」（NVMHCI Spec. Rev 1.0）を発表している。

### 組み込み向け
スマートフォンその他の組み込み機器に搭載されるフラッシュメモリのインタフェースは、SATAではなくeMMCが主流である。一部のノートパソコンやタブレットにはeMMCのSSDが搭載されている。
また、eMMCの後継候補としてUniversal Flash Storageと言う規格がある。

## OSの対応
オペレーティングシステムにおいて、開発・発表時にSSDが実用化されておらずSSDでの利用が想定されていない場合、HDD用の処理がSSDに適用される場合がある。結果的に、ハード特性の違いから寿命が短くなったり不都合を生じたりすることがある。
Microsoft Windowsにおいては、Windows VistaまでHDDのための自動デフラグメンテーション機能が働くため、放置すると無用な書き換え処理によってセルの寿命が消費される。一方で、Windows 7以降からはHDDとは別種の記憶装置「SSD」として扱われ、デフラグメンテーション、SuperFetch（後のSysMain）、ReadyBoostなどの対象から除外とウェアレベリング（Trimコマンド）をサポートしている。
Linuxカーネル2.6.28からは、ウェアレベリングなどのサポートが改善され、セルの寿命をできるだけ延ばすなどの対策がとられている。
OpenSolarisなど一部のOSでは、SSDに対応したファイルシステムがある。
Host Memory Bufferへの対応には前述の通りOSの対応が必要となる。

## 歴史

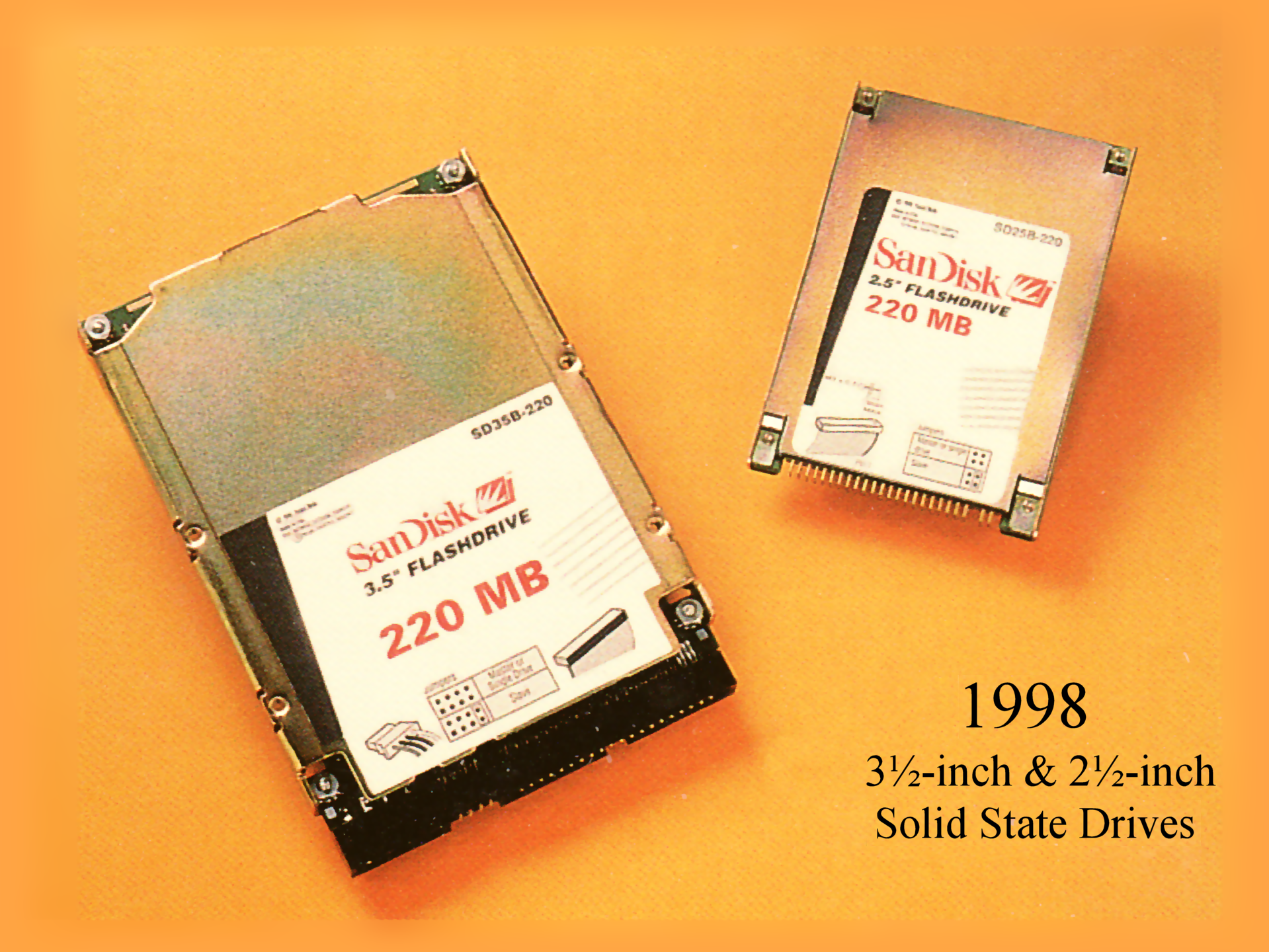
SanDisk（1998年）

フラッシュメモリで構成されるSSDが誕生したのは1991年のことであり、この3年前（1988年）に設立したばかりのサンディスクがIBMのThinkPad penコンピュータ向けに容量20MBのATA互換SSDを開発・出荷したところから始まる。
サンディスクでは会社設立当初から磁気ディスクや光ディスク等の回転式記録媒体を固体状のフラッシュメモリに置き換えることを狙い、将来像としてSSDが世界中に普及する姿を描いていた。そうした中で、1個のメモリセルに1ビットを越えるデータを記録する「マルチレベル」と称する技術と、コントローラ技術により従前から存在する回転式記録媒体をエミュレートする「システムフラッシュ」と呼称する手法の2つを新たなコンセプトとして打ち出し、これらのコンセプトに沿った最初の製品として前記のSSDが開発された。この最初に開発された20MBのSSDのOEM価格は1MBあたり50ドルと高価だった。

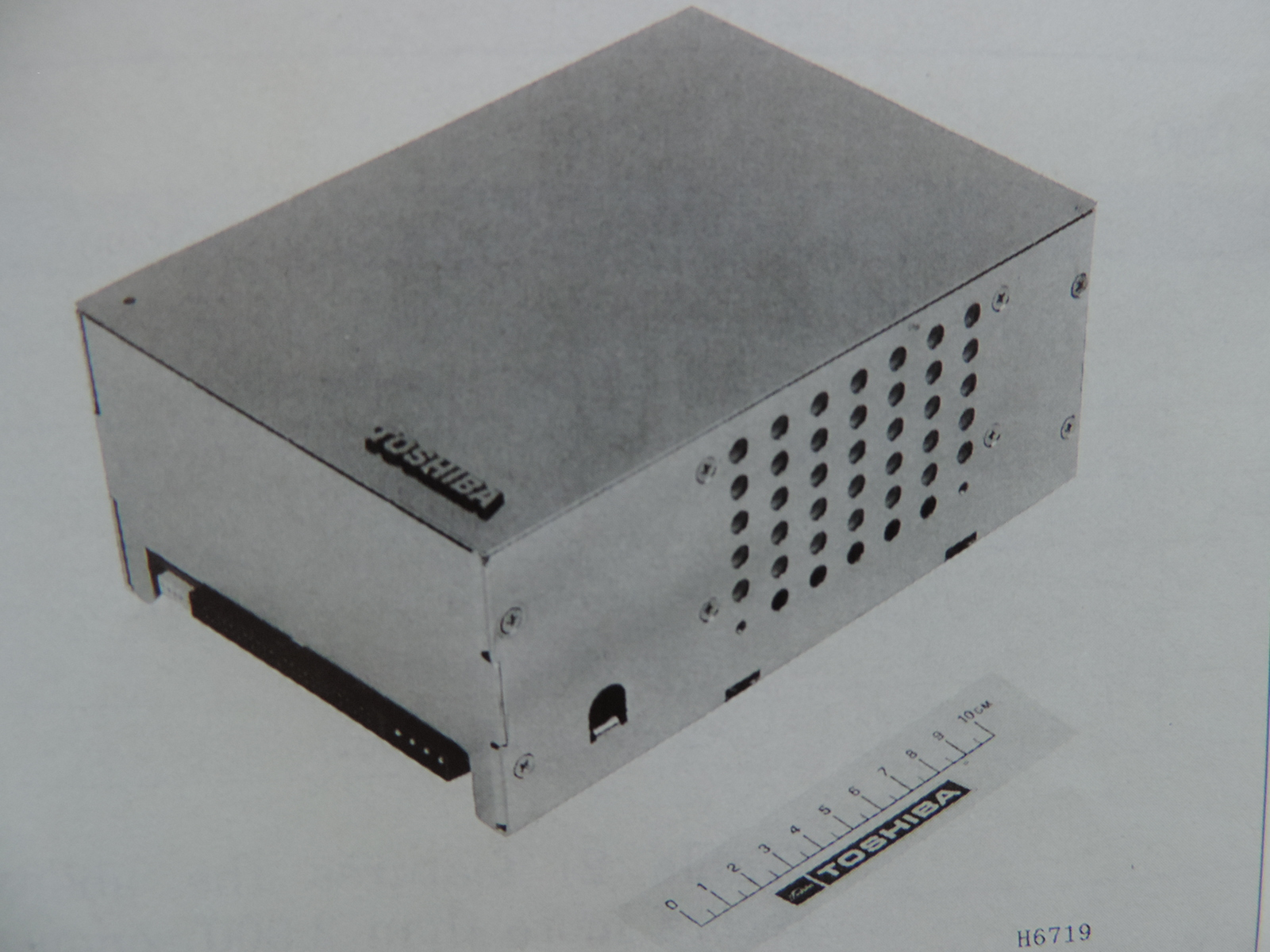

1994年東芝は、5インチサイズのHDDと互換性のあるNANDフラッシュメモリを組み合わせた、メモリ容量1.12GBのFSD(Flash Silicon Disk)半導体メモリ装置の販売を開始した。高価であったため、信頼性が特に要求されるラジオ放送用のCMバンク、番組サーバーなどに使用された。
2008年には東芝がSSDを世に送り出し始めた。
2009年にマイクロンやインテルは、SSD内部のアーキテクチャにストライピング（RAID 0と同様）とメモリ・インターリーブの手法を導入し、3GbpsシリアルATAの帯域幅に迫るSSDを発表した。
2010年2月、マーベルよりS-ATA 3.0（6.0Gbps）接続に対応したSSDコントローラチップが公開され、同年3月マイクロン・テクノロジからCrucialブランド製品としてS-ATA 3.0（6.0Gbps）接続対応のRealSSD C300が発売された。シーケンシャルリード時に355MB/sec（公称値）を出し、S-ATA 2.0（3.0Gbps）の理論速度上限である300MB/secを超越している。
2011年にはサンドフォースが並列度を倍加させるとともに、コントローラとフラッシュの間でデータの圧縮を行うことにより、6GbpsシリアルATAの帯域幅に迫る消費者向けのSSDを発表した。

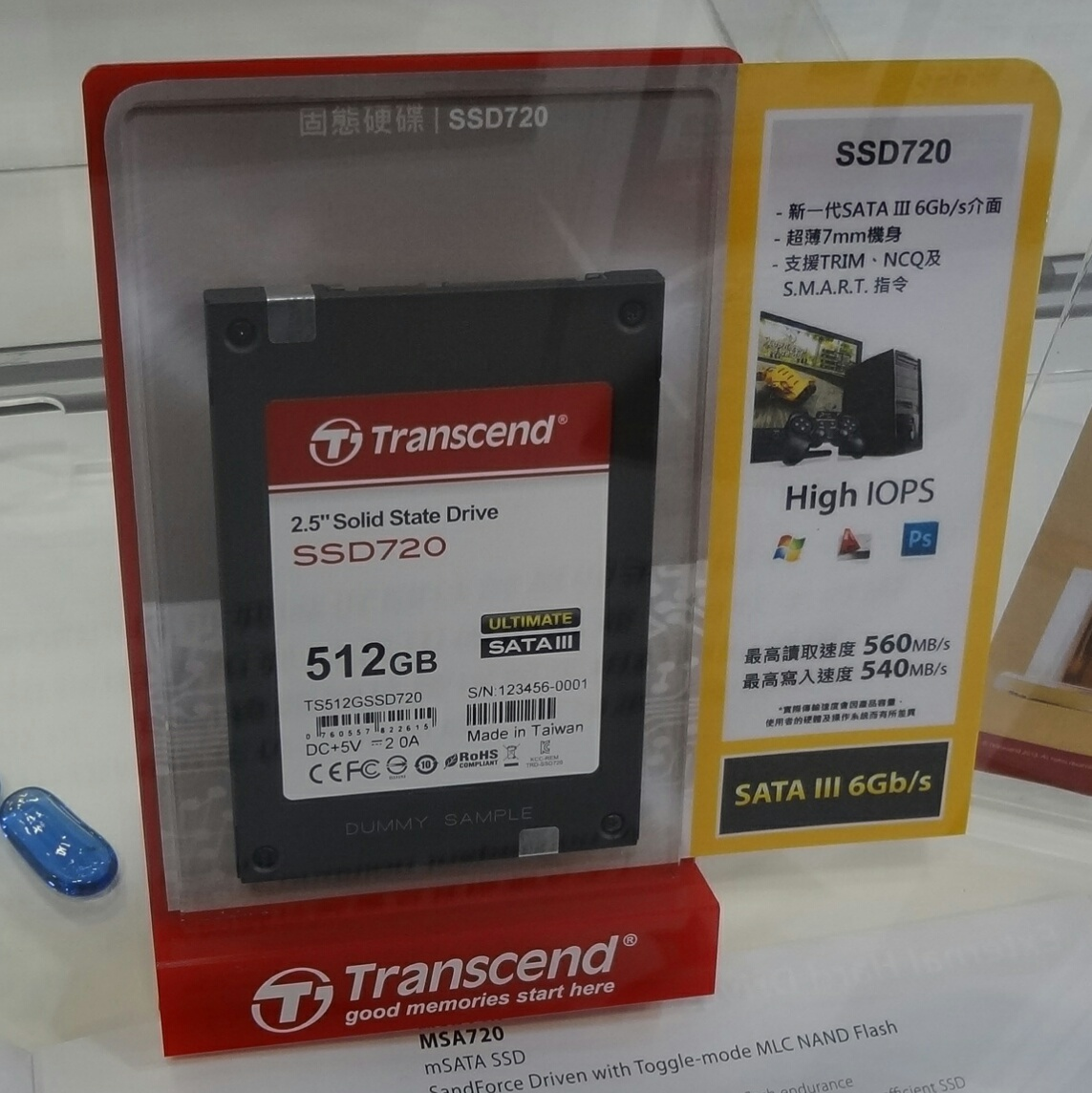
512GB Transcend（2013年）

2012年6月には中央大学がReRAMとNANDフラッシュメモリを組み合わせたSSDのアーキテクチャを開発した。
東芝は2012年10月に容量1.6TBのエンタープライズ向けSSDをサンプル出荷する旨発表している。
Samsungは、2018年中に2.5インチサイズのSASで容量32TBのエンタープライズ向けSSDをサンプル出荷する旨発表している。
2012年に入ってからは1GBあたりの単価で1ドルを割り込むようになり、同年12月時点での1GBあたり単価は「0.8から0.9ドル程度になっている」と指摘された。

### SSDをめぐるストレージ業界の再編史
2008年11月に、日立グローバルストレージテクノロジーズ（HGST）がフラッシュメモリのメーカーでもあるアメリカ・インテルとサーバ機向けのSSDの共同開発に関して提携した。
HDD業界2位のアメリカ・ウェスタン・デジタルは、SSDメーカーであるアメリカ・SilionSystems, Incを2009年3月に、（上述の）HGSTを2012年3月に、サンディスクを2016年5月に買収し、SSD事業に本格的に参入した。

## HDDとの比較

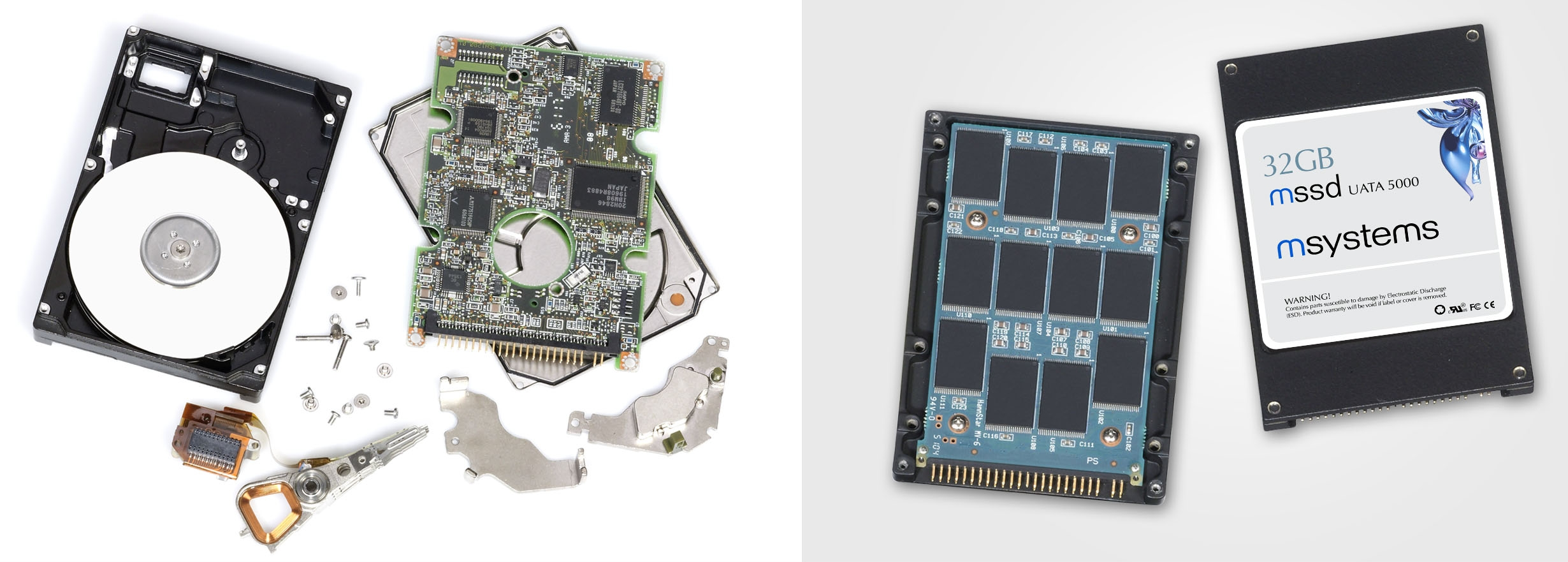
HDDとSSDの構成部品の違い

HDDに対する強みは、主にモーターやアームといった機構部品による可動部を持たないことにある。
SSDの短所は、HDDに比べて記憶容量あたりの単価が高く、記憶素子の書き換え回数に上限があることである。HDDと同様の使用方法のままでは、比較的早期に書き換え可能回数の上限を越えてしまい、やがては内部の記憶素子の劣化が進行することで記憶情報の保持が出来なくなる。（問題点の節を参照）
2009年秋現在、SSDは同サイズ・同容量のHDDと比較して数倍の価格で販売されているが、これらの差は徐々に縮まりつつある。
以下は各比較に対し有利である方に○をつけたものである。
| 比較対象          | SSD | HDD | 理由など |
| ----------------- | --- | --- | --- |
| 省電力 低発熱性   | ○ [※] | | HDDは円盤の回転に常時電力を使う。 SATA接続のSSDはデータアクセス時に大電力を利用する程度であるが、NVMeSSDではコントローラの発熱が問題となる。 |
| 耐衝撃性 耐振動性 | ○ | | ディスク型記録媒体は基本的に振動が加わると正常なデータアクセスが困難になる。 さらにHDDはプラッタと磁気ヘッドの間がごく僅かであり振動や衝撃が加わるとヘッドクラッシュを起こしうる。 |
| 省スペース性      | ○ | | HDDはディスクを機材内に収めるスペースが必要になる。 SSDはメモリチップやコントローラチップなど部品のほぼ全てを、基板上に直接配置でき省スペース性に優れる。 |
| 静粛性            | ○ | | HDDはディスクの回転および磁気ヘッドの移動の際に機械動作音が発生する。 SSDにはそのような物理的動作がないのでHDDよりも動作音は圧倒的に少ない。 |
| アクセス速度      | ○ | HDDはディスクの回転と磁気ヘッドの移動によって目的のデータにアクセスするためシークタイムが発生する。 SSDはそのような物理的駆動がない。 | |
| 書き換え耐性      | | ○ | SSDが情報の記録・読み出しに使用しているフラッシュメモリは、書き込み・消去（内部動作）のたびに素子が劣化する。 ウェアレベリングを用いてもHDDの耐性には及ばない。 書き換え頻度の高いデータベースやキャッシュなどの記録用途にはHDDが向いている（このような用途にSSDを使うと短期間で寿命を迎えうる）。 |
| データの保持期間  | SSDのデータ保持期間は10年前後。HDDの磁気記録そのものについては100年以上保持される（ただし、様々な環境による影響を受けてどちらも上下する）。                                                               | ○ | |
| 耐環境性          | | ○ | SSDよりも高い環境温度まで対応している。産業用では動作温度-60°C - 95°Cまで対応している製品もある。 |
| 障害復旧          | HDDは歴史が長くノウハウが蓄積され、データ復旧技術も確立されている。 SSDはメモリチップへの書き込み方法が搭載されているコントローラーチップに依存しており、故障時の完全なデータ復旧方法は確立されていない。 | ○ | |
| 容量単価          | | ○ | HDDは安価、SSDは高価である（ただし、徐々にその差は埋まりつつある）。 |
| 大容量性          | 製品単位ではHDDの方が大容量である。 | ○ | |

### 読み書き速度
連続読み書き速度の比較では、SSDは最新型のHDDを大きく上回る速度を既に実現している。ディスクドライブのアクセス時間（磁気ディスクヘッドのシーク待ち時間や、ディスクの回転待ち時間など）は、メモリに比べて非常に長い（約100万倍）ので、SSDに置き換えることで、特にランダムアクセスのスループットを大幅に高めることができる。
| HDD（7200rpm） | HDD（7200rpm） | 約175MB/s  |  |
| SSD            | SATA接続       | 約550MB/s  |  |
| SSD            | NVMe接続       | 約7000MB/s |  |

シーケンシャルアクセスの性能が広告用のベンチマーク結果としてよく出されるが、ランダムアクセスの性能にも注意を払う必要がある。HD Tune Proなどの、ベンチマークソフトのランダムアクセスのWriteの値でそれがわかる。
ランダム書込み（特に小ファイル）の速度については、2008年に広まりを見せたJMicron製コントローラチップ「JMF602」搭載のSSDはHDDよりも遅かった。しかし、2009年に発売されたIndilinxやインテル製のコントローラチップを搭載したSSDでは、内部に大容量のキャッシュメモリ（DRAM）を搭載することで、小ファイルの書き込み時の内部遅延を隠蔽しHDDよりもはるかにランダム書込みが高速な製品が登場した。
ランダムアクセスの指標としてIOPSという指標があり、各メーカーが読み書き条件ごとにこの指標の数値を記載していることがある。

### 適した用途
データの読み出しが中心で、書き込みをほとんど行わないものでは、フラッシュメモリの欠点である書き換え可能回数の少なさが緩和される。例えば、オペレーティングシステムやアプリケーションソフトといったプログラムファイルは一度インストールされると、ソフトウェアの更新機能で新たなファイルが上書きされるまで、読み出しのみとなる。同様に、編集などによる再保存を行わないデータも、読み出しが中心となる。例えばWindowsにおいては、OSの起動に関して劇的な改善が見られる。
小さなファイルの高速読み出しやインデックスなどの作成で、多くのファイルにアクセスするときに一度のアクセス時間の短さが重要になる場合もある。このような用途でフラッシュメモリはアクセス時間が短いため高速である。
典型的なものでは、音楽データファイルを格納するデジタルオーディオプレーヤーのフラッシュストレージがある。データを一度保存すると、あとは読み出しが中心となり、再生には高速な読み出し速度を必要としない。またストレージ容量の大容量化が進むにつれて、繰り返し古いデータを削除して新しいデータを入れるといった操作の頻度も低下し、欠点である書き込み耐性の低さが現れにくくなる。

### 適さない用途
上記とは反対の性質を持つものは適さない。読み書きの対称性では、例えば繰り返し更新を行うデータベースのデータファイルや、書き込みが繰り返し行われるキャッシュファイル、用途によっては大量に作成されるテンポラリ（一時）ファイルなどがある。キャッシュファイルやテンポラリファイルについては、これらを使用しないオンメモリのシステムやソフトを用いることで対処できる。
データの再生や数MB程度の小規模なファイルの出し入れが中心の使い方か、データベースやワークステーション的な使い方が中心かによって向き不向きがある。
また、2015年現在、データの保持期間はHDDよりも劣るため、長期間通電しない用途には向いていない。

## 問題点

### 書き換えへの耐久性
ハードディスクドライブに比べて、書き換え可能回数が少ない。
ただ欠点とされる書き換え回数の制限も、特定の記憶素子に書き換えが集中しないように分散化させるウェアレベリングや、短時間での頻繁な書き換えを避けるためのキャッシュメモリの併用、既に不良回避のために存在する冗長記憶領域とは別に、書き換え回数制限の回避を目的とした広い冗長記憶領域の確保によって改善できる。
SSDメーカーは、コントローラチップでのウェアレベリング（書き込み分散化技術）やキャッシュメモリの搭載などの緩和策によって、毎日50GBの書き込みを行った場合でSLC搭載製品では20年以上、MLC搭載製品で4年以上の寿命があると主張している。

#### 一般用途
海外のテストサイトによる2013年から実施された耐久試験では、総書き込みバイト数が700Tバイトから2Pバイトで書き込みエラーが発生している。これは計算上は最低でも毎日10Gバイトのデータ書き換えを約190年実行してようやくエラーが発生する状態であり、実用上は問題のないレベルとなっている。

#### エンタープライズ用途
特にサーバやデータベースなどの用途では寿命が短くなる場合があり、注意が必要である。このようなワークロードに向けてNAND型フラッシュメモリを記憶素子としないSSDも存在する（Intel Optane DC SSDなど）。

### データの保持期間
SSDはデータ保持時間がHDDよりも短い。特に高い室温環境で無通電状態で放置すると、数週間から数か月でデータが消失するおそれもある。HDDの磁気記録そのものについては100年以上保持されるのに対し、SSDのデータ保持期間は10年前後との指摘もある。
フラッシュメモリ半導体が元々データ保持時間が有限であり、セルの微細化はそのままこの時間短縮となって現れる。HDDのように機構部品の寿命を除けば半永久的な情報保持原理のものと同じ感覚で扱うと、書き換え回数が少ない読み出し専用であっても2-3年程、早ければ1年も放置すればデータは失われてしまう。例えば、90nmのSLC型ではデータ保持時間が10年弱程度だったものがMLC型（2bit/cell）の50nm世代では5年前後に、MLC型40nm世代では2年前後、MLC型30nm世代では1年程になる。さらに高温環境下で無通電状態だと数か月から数週間のスパンで消失のおそれもある。
解決方法として通電時にコントローラで時間経過情報を参照し再書き込みを行うなどが考えられており、一部メーカで部分的に実装している。また、新しい低コスト化及び容量増加の手法としてとNAND素子の3次元セル積層技術が注目されている。

### データの復旧
歴史が長くノウハウが蓄積され、データ復旧技術も確立されているHDDと異なり、SSDにおいては故障時の完全なデータ復旧方法は確立されていない。
SSDはメモリチップへの書き込み方法が搭載されているコントローラチップに依存しており、コントローラがメモリに記憶した際のアルゴリズムが分からないと、データを戻すことができないためである。「（SSDは）データ復旧作業そのものが現実的ではない」と指摘する声もある。

### デバイスの発熱
SSDの高速化に伴い、コントローラからの発熱が問題となっている。「サーマルスロットリング」と呼ばれる熱暴走を回避する機能が働くことで、性能が低下する。
SSDメーカーは、標準でヒートシンクを取り付けた製品を展開しているほか、別売りのSSD冷却用ヒートシンクも市販されている。

### 長期使用に伴う性能低下
SSD長期使用者や多頻度利用者（容量一杯まで書き込みを行うなど）から、書き込み性能が購入時よりも低下したという報告が多数上がっている。
データを削除して空き領域となった所に再度書き込みが行われる際、データの消去処理などが追加で実行されている可能性が高い。SSDは購入当初は書き込みの際、消去済みの初期化ブロックに対して"書き込み"だけをするため処理は速い。しかし、HDDを想定した一般的なファイルシステムにおいては、書き込まれたデータを削除して空き領域とする場合、ディスクの管理情報を書き換えることでデータをOSから見えなくするだけであって、実際にはデータそのものは消去されず、空き領域にそのまま残ることになる。SSDを使用し続けることでこのような「データが残っている空き領域」が増加していくが、これらの領域はSSD側で一定の時点で消去されることはなく、そこへの新しいデータの書き込み命令があった時に初めて消去される。消去処理は、書き込み処理より約100倍ほど時間がかかり、単なる書き込みの度に“古いデータの消去+新しいデータの書き込み”のような2つ以上の処理を必要とするため速度が低下する。
「消去を一括に広範囲で行う」という特性上、本来消す必要の無い領域まで余計に消去してしまうため、その領域については元の値を書き戻すステップが必要となってしまう。「読み書きは2kB単位、消去は256kB単位」というデータの制御方法を例にとると、たった1ビットの値を書き換えるだけでも最悪のケースでは128回の読み込みと1回の消去、そして128回の書き戻し動作が行われる。

### プチフリーズ

#### 特定のコントローラに起因するもの
2008年7月頃よりJMicron製コントローラチップ「JMF602」を搭載したSSD製品で、Windowsの動作が一時的に止まるという問題がインターネット上で多数報告された。一般に「プチフリ」と言われている。
原因は問題のコントローラICあるいはその制御ファームウェアであり、読み書きが混在して集中した場合、処理速度が極端に低下、あるいはICそのものが一時的に無反応に陥り、この現象が発生すると推測されていた。この問題は大量の読み書きが同時に発生した場合に特に表面化するという特性があり、PC環境によっては表面化しない場合がある。
製品レベルでは根本的な解決には至らず、同社の後継製品である「JMF612」、または他社製コントローラチップが採用された製品を使用することが対応策となった。ユーザーレベルでの様々な回避方法は報告されており、例えばバッファローのターボSSDやI-O DATAのマッハドライブなど発売元が提供する各種ソフトや、マイクロソフトが提供するEnhanced Write Filterなどを導入することにより、ある程度軽減することができたとの報告もある。

#### LPM問題に起因するもの
SSDが持っている節電機能と、Windowsが持っている節電機能との間でタイミングのずれが発生し、結果プチフリーズが発生する場合がある。

### ファームウェアの不具合
SSDに採用されるコントローラのファームウェアが、何かしらの問題を抱えている場合がある。
- Intel SSD 320シリーズの、ファームウェアのバージョン"0362"を除くそれ以前のバージョンでは、不意の電源断の後にドライブの容量がOSから8MBだけ認識されるようになり、元の内容が読み書き不能になる現象が報告されている。俗に「8MB病」と呼ばれている[62]。
- Crucial m4と同社 C300シリーズの初期ファームウェアでは、シリアルATAのLPM（Link Power Management）機能がアクティブの場合にSSDが応答を停止するというトラブルが報告されている。m4はファームウェア更新、C300はホスト側でLPM機能をオフにする事により解決する。この現象は俗に「LPM問題」と呼ばれている。
- Crucial C300シリーズの初期ファームウェア（"0006"）では、Windows 7などTRIMコマンドが有効な環境で、フラッシュメモリの消耗度合が通常使用の何10倍にもなるバグがある事が報告されている。
- Crucial m4シリーズの初期ファームウェア（"0009"以前）では、使用時間が5184時間以上になると応答を停止するバグがある事が報告されている。この現象は俗に「5184時間問題」と呼ばれている。